# Cúcuta Deportivo
O Cúcuta Deportivo Fútbol Club S. A., comumente referido como Cúcuta Deportivo, é um clube de futebol profissional colombiano da cidade de Cúcuta, capital do departamento de Norte de Santander. Fundado em 10 de setembro de 1924, é um dos mais antigos clubes de futebol ativos da Colômbia; especificamente o quarto clube mais antigo do país. Desde a temporada de 1950 participa do Futebol Profissional Colombiano, ano em que se juntou ao profissionalismo após uma longa etapa no futebol amador. Simultaneamente desde essa temporada joga seus jogos em casa no Estádio General Santander, com capacidade para 42 mil espectadores. Atualmente, joga a Categoría Primera B, o segundo nível do sistema colombiano de futebol.
Identificado por suas cores vermelho e preto -de que recebe a denominação de «rojinegros»-, é um dos clubes históricos da Colômbia. Ele ganhou o título de campeão da primeira divisão colombiana na temporada 2006-II. Ele também tem três títulos da Segunda Divisão, vencidos nas temporadas 1995-96, 2005 e 2018. Participou da Copa Libertadores de 2007, obtendo um excelente desempenho continental chegando às semifinais, fase em que enfrentou o Boca Juniors da Argentina, eventuais campeões do torneio; e na Copa Libertadores de 2008, conseguindo outra boa participação, Chegou aos oitavos-de-final, etapa em que enfrentou o Santos do Brasil. Em 22 de novembro de 2007, ele ganhou vários prêmios e reconhecimentos da rede de televisão Fox Sports Edition Colômbia devido à sua participação na Copa Libertadores de 2007.
Em 2012, o IFFHS desenvolveu o ranking de clubes da América do Sul, com dados estatísticos de 2001 a 2012, em que o Cúcuta foi destacado como um dos melhores times colombianos e 92.º no nível continental do século 21. Ele também ocupa o 146.º lugar no ranking mundial de clubes de todos os tempos, de acordo com o IFFHS, sendo o quinto time colombiano melhor colocado na lista.
Seu rival clássico é o Atlético Bucaramanga, com o qual ele estrela no Clásico del Oriente Colombiano (no qual, domina a história dos confrontos). O Cúcuta tem uma das maiores torcidas do país.
Em 25 de novembro de 2020, o Cúcuta Deportivo foi oficialmente desvinculado da Dimayor devido à sua liquidação, pelo que como medida preventiva foi suspensa a sua acreditação no futebol profissional colombiano e não lhe foi permitido participar em nenhum torneio profissional. No entanto, em 20 de abril de 2022, após o restabelecimento do seu reconhecimento desportivo pelo Ministério do Desporto, a Dimayor confirmou a habilitação do Cúcuta para voltar a jogar futebol profissional colombiano, retornando à segunda divisão.

## Torcida

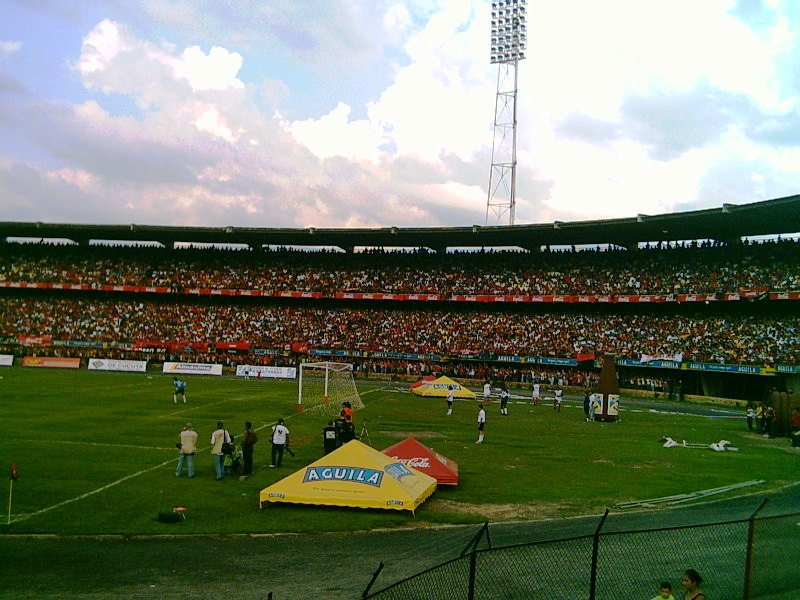
Aquecimento do inchado antes do início de um jogo em 2006

O Cúcuta Deportivo se destaca pela apaixonada adesão de seus seguidores, um fenômeno cultural que se manifesta de maneira proeminente através de suas torcidas organizadas, especialmente "La Banda del Indio" e "La Gloriosa Banda Rojinegra", que teceram uma intrincada rede de paixão e lealdade que transcende o meramente esportivo.

### Torcidas Organizadas
A Banda del Indio, como expressão tangível da identidade cucuteña, incorpora elementos culturais autóctones em sua manifestação. Desde a escolha do nome, um tributo à rica herança indígena local, até a integração de símbolos visuais e tradições em seu desdobramento durante os eventos futebolísticos, essa torcida vai além de uma mera expressão de apoio, tornando-se um veículo de enraizamento cultural e representação simbólica.
Por sua vez, A Gloriosa Banda Rojinegra destaca-se por sua devoção incondicional ao clube. Esta torcida, meticulosa em sua organização, elevou a experiência do torcedor por meio de coreografias elaboradas e cânticos que ecoam com fervor no estádio. Mais do que seguidores, são guardiões da tradição e embaixadores da lealdade indissolúvel à equipe.
Na confluência de ambas as torcidas organizadas, o Cúcuta Deportivo não apenas se beneficia de um apoio inabalável nos estádios, mas também testemunha a criação de uma rica narrativa sociocultural, na qual o futebol se torna um catalisador de identidade e coesão comunitária. A interseção entre a paixão esportiva e a expressão cultural se manifesta de maneira inconfundível em cada encontro, consolidando o Cúcuta Deportivo não apenas como uma equipe de futebol, mas como uma manifestação vibrante da riqueza sociocultural da região.

## Títulos
| HONRARIAS | HONRARIAS                                    | HONRARIAS | HONRARIAS           |
| Coroas    | Competição                                   | Títulos   | Temporadas          |
| --------- | -------------------------------------------- | --------- | ------------------- |
|           | 146º Maior Clube de Todos os Tempos da IFFHS | 1         | 2009                |
| NACIONAIS |                                              |           |                     |
| Troféus   | Competição                                   | Títulos   | Temporadas          |
|           | Campeonato Colombiano                        | 1         | 2006-II             |
|           | Campeonato Colombiano de Primera B           | 3         | 1995-96, 2005, 2018 |
| TOTAL     |                                              |           |                     |
| Escudo    | Conquistas                                   | Títulos   | Categorias          |
|           | Total:                                       | 4         | Nacionais           |

### Outros Torneios
- Torneio inaugural Estadio Olímpico Atahualpa (1): 1951.

- Copa Internacional Feria del Sol (1): 2009.

- Copa Natalicio del General Santander (1): 2009.

- Copa Centenario de Norte de Santander (1): 2010.

- Copa Alcaldía Municipio Pedro María Ureña (1): 2011.

- Foursquare promoção da Colômbia (1): 2015.

- Noche Amarilla (1): 2015.